# Корсар (противотанковый ракетный комплекс)
РК-3 «Корсар» — украинский переносной противотанковый ракетный комплекс, разработанный киевским ГККБ «Луч».

## История разработки и производства
Макет ПТУР «Корсар» был показан на стенде ГК «Укрспецэкспорт» на оружейной выставке «IDEX-2005», демонстрационный образец был представлен в 2006 году.
Испытания комплекса были проведены 25 июля 2013 года, после проведения тестов представители КБ «Луч» сообщили в интервью, что разработку комплекса планируется завершить до конца 2013 года
12 декабря 2013 года пресс-служба ГК «Укрспецэкспорт» сообщила, что ГП «Изюмский приборостроительный завод» завершена разработка рабочей конструкторской документации на прицел ручного гранатомёта ПРГ для ручного противотанкового гранатомёта «Корсар».
9 июля 2015 пресс-служба ГК «Укроборонпром» сообщила о успешном завершении работ по созданию противотанкового комплекса «Корсар».
В августе 2017 года ПТРК "Корсар" был официально принят на вооружение украинской армии и начал поступать в войска.
В октябре 2018 года был представлен демонстрационный образец ПТРК "Корсар", оснащённый тепловизором производства Греции.

## Описание
В ПТРК «Корсар» применена полуавтоматическая система наведения по лучу лазера. Обнаружение цели и наведение обеспечивается с помощью оптического и инфракрасного прицелов, что позволяет вести стрельбу в сложных погодных условиях.
ПТРК использует ракету Р-3. Длина контейнера с ракетой — 1160 мм, калибр ракеты — 107 мм, вес комплекса — 18 кг, ракеты в ТПК — 14,6 кг. Бронепробиваемость ПТУР Р-3 составляет не менее 550 мм за динамической защитой.

## Технические характеристики
Технические характеристики соответствуют модификации «Корсар».
- Калибр: 107 мм
- Стартовый вес ракеты: 8,7 кг
- Вес контейнера с ракетой: 14,6 кг
- Вес комплекса: 18 кг
- Длина контейнера: 1160 мм
- Время полёта на максимальную дальность: 10 с
- Тип БЧ: кумулятивная тандемная
- Бронепробиваемость: не менее 550 мм за ДЗ
- Дальность стрельбы: 100—2500 м
- Система наведения: полуактивная (по лазерном лучу)
- Температурный диапазон применения: −40…+60ºС

## Дополнительная информация
В 2014 году разработан дистанционно управляемый боевой модуль «Сармат» для боевых машин и малых боевых кораблей (противотанковый ракетный комплекс с двумя ракетами РК-3 «Корсар», пулемётом КТ-12,7 и тепловизором).
- в июне 2014 на оружейной выставке Eurosatory-2014 был представлен демонстрационный образец бронемашины Streit Group Varan с установленным модулем «Сармат»[9][10]

## Оценка
"Корсар" достаточно гибкий комплекс, который может поражать, как статичные, так и движущиеся цели: вертолеты, скоростные катера, БПЛА и бронированные машины. Корсар имеет мощный боезаряд  и может уничтожать боевые машины с динамической защитой

## Сравнение с аналогичными комплексами
| | Корсар                                     | Корнет                                                                | FGM-148 Javelin                                                             | Milan ER                  | ERYX                   | Spike-MR/LR(ER)                                                           | Type 01 LMAT                                  |
| --- | ------------------------------------------ | --------------------------------------------------------------------- | --------------------------------------------------------------------------- | ------------------------- | ---------------------- | ------------------------------------------------------------------------- | --------------------------------------------- |
| Внешний вид |                                            |                                                                       |                                                                             |                           |                        |                                                                           |                                               |
| Год принятия на вооружение | 2017                                       | 1998                                                                  | 1996                                                                        | 2011                      | 1994                   | 1997                                                                      | 2001                                          |
| Калибр, мм | 107                                        | 152                                                                   | 127                                                                         | 125                       | 137                    | 110 (170)                                                                 | 120                                           |
| Минимальная дальность стрельбы, м: | 100                                        | 100                                                                   | 75                                                                          | 25                        | 50                     | 200(400)                                                                  | н/д                                           |
| Максимальная дальность стрельбы, м: * днём * ночью, с использованием тепловизионного прицела                                                                          | 2500 н/д                                   | 5500 3500                                                             | 2500 н/д                                                                    | 3000 н/д                  | 600 н/д                | 2500/4000(8000) 3000+ (н/д)                                               | 2000 н/д                                      |
| Боевая часть | тандемная кумулятивная, осколочно-фугасная | тандемная кумулятивная, термобарическая                               | тандемная кумулятивная                                                      | тандемная кумулятивная    | тандемная кумулятивная | тандемная кумулятивная                                                    | тандемная кумулятивная                        |
| Бронепробиваемость гомогенной брони за ДЗ, мм | не менее 550                               | 1000—1200                                                             | 700                                                                         | н/д                       | 900                    | 700(1000)                                                                 | н/д                                           |
| Система управления | полуавтомат., по лазерному лучу            | полуавтомат., по лазерному лучу, автомат захвата и сопровождения цели | самонаведение при помощи инфракрасной головки по GPS по системе Magpul-DUPA | полуавтомат., по проводам | полуавт., по проводам  | самонаведение при помощи инфракрасной головки; волоконно-оптическая линия | самонаведение при помощи инфракрасной головки |
| Максимальная скорость полёта ракеты, м/с | ~250                                       | 300                                                                   | 290                                                                         | 200                       | 245                    | 180                                                                       | н/д                                           |
| Длина ТПК, мм | 1180                                       | 1210                                                                  | 1080                                                                        | ~1200                     | 920                    | 1200 (1670)                                                               | 970                                           |
| Масса ПТУР в ТПК | 15,5                                       | 29                                                                    | 15,9                                                                        | 13,0                      | 13,0                   | 13,5(34)                                                                  | н/д                                           |
| Масса комплекса боевая с ракетой в ТПК, кг в том числе: — масса пусковой установки, кг — прибора наведения, кг — тепловизора, кг — дистанционный пульт управления, кг | 30,9 9,3                                   | 72,2 (74,5) 26,0 8,5 11 (1ПН79), 8,7 (1ПН80)                          | 22,4                                                                        | 34,0                      | 26,0                   | 26,1(30,55)                                                               | 17,5                                          |

## Страны-эксплуатанты
- Украина:  С 2014 года закуплено в общем числе, не менее 650 пусковых установок "Стугна-П" и "Корсар" и около 7000 ракет к ним[34]. В октябре 2014 года было принято решение установить модули «Сармат» на 10 бронемашин KRAZ Spartan Национальной гвардии Украины[35]. 7 февраля 2015 шесть бронемашин (с установленными боевыми модулями «Сармат») передали в полк НГУ «Азов»[36].
- Саудовская Аравия[37]
- Бангладеш[38]

## Боевое применение
- Российско-Украинская война
  - В начале июня 2022 года, один расчет Корсар уничтожил три российских бронетранспортера[12]